# 오염원

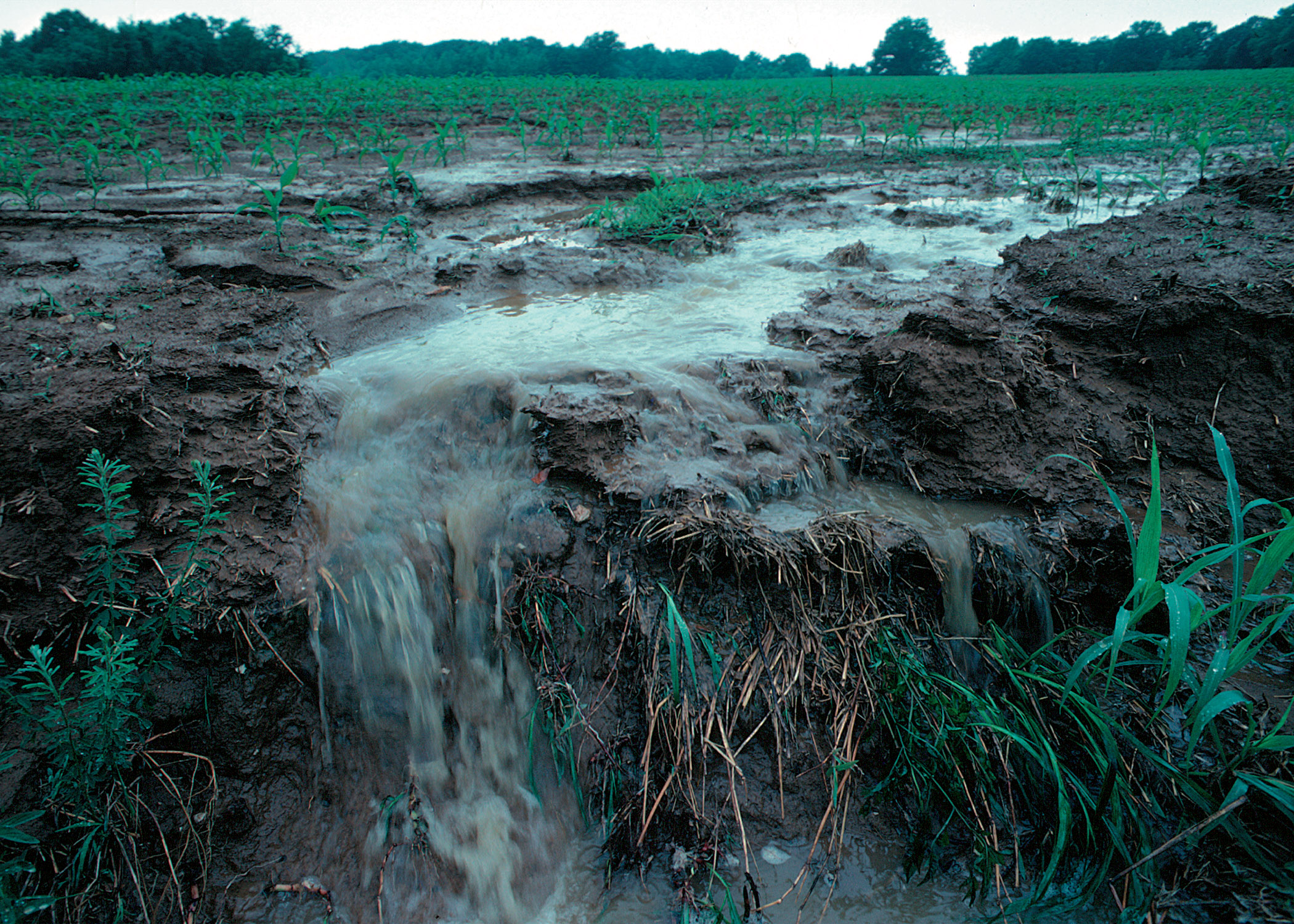
폭풍우 중 미국 아이오와주의 한 농장으로부터 유입되는 오염물의 지표면 유출 모습.

오염원(汚染源영어: pollutant, novel entity) 또는 오염물(汚染物), 오염 물질(汚染物質)은 바람직하지 않거나 자원 유용성에 부정적으로 영향을 주는, 환경에 유입된 물질 또는 에너지이다. 자연적으로 형성(예: 광물이라든지 기름 등의 추출 화합물)되거나 인위적 물질(제조된 물질이나 생분해에서 기인한 부산물)일 수 있다. 오염물은 환경 오염을 일으키며, 오염의 정도가 상당한 부정적인 영향을 미칠 정도인 경우 공중 보건 문제를 일으키게 된다.

## 저명한 오염물
- 수은
- 잔류성 유기 오염 물질
- 오존
- 미세먼지
- 여러 고리 방향족 탄화 수소
- 휘발성 유기화합물

## 같이 보기
- 2차 오염원